# Ходжгуров, Адьян Тюрбеевич
Адьян Тюрбеевич Ходжгуров (1929 года, Зурмута, Калмыцкая автономная область, РСФСР, СССР) — Герой Социалистического Труда (1981). Заслуженный животновод Калмыцкой АССР. Депутат Верховного Совета Калмыцкой АССР. Депутат Верховного Совета СССР 11 созыва.

## Биография
Родился в 1929 году в селе Зурмута Яндыко - Мочажного Улуса ( с 1935 г - Лаганский Улус) Калмыцкой автономной области, РСФСР. С раннего детства был трудолюбив, успешно учился. В возрасте 14 лет, в декабре 1943 года в рамках [Депортация калмыков] вместе с семьёй был сослан в Сибирь. В 1944 году начал трудовую деятельность в совхозе Пятилетка Ульяновского района Омской области. В 1958 году с родными вернулся в Калмыцкую АССР. Продолжил свою трудовую деятельность  в селе Михайловское, в настоящее время село Джалыково, в строительстве жилых домов. С 1959 года в совхозе им. Х. М. Джалыкова работает в животноводстве. В 1964 году назначен руководителем овцеводческой бригады. В 1965 году вступил в КПСС.
Бригада чабанов, которой руководил Адьян Ходжгуров, ежегодно выполняла планы по выращиванию ягнят, настригу шерсти и сохранению поголовья овец. Бригада выполнила план 10-й пятилетки за 4 года. В 1981 году было получено по 130 ягнят от каждой сотни овцематок при плане 95 ягнят. В том же году было настрижено по 5,2 килограмма шерсти с каждой овцы при плане 4,8 килограмма.       За время Десятой пятилетки бригада Адьяна Ходжгурова вырастила сверх плана 887 ягнят мериносной породы и сдала государству 5134 килограмм тонкого руна.           За достижение высоких показателей и трудовой героизм, проявленный в выполнении планов и социалистических обязательств, Указом Президиума Верховного Совета СССР от 12 марта 1981 года был удостоен звания Героя Социалистического Труда с вручением ордена Ленина и золотой медали «Серп и Молот».
В 1982 году бригада Адьяна Ходжгурова вырастила в среднем по 143 ягнёнка от каждой сотни овцематок. На стоянке бригады была организована школа передового опыта. 
Сочинения
- Государственные заботы чабана// В созвездии равных и братских, Элиста, Калмыцкие книжное издательство, 1982, стр. 93 — 98

## Память
- В Элисте на Аллее героев установлен барельеф Адьяна Ходжгурова.

## Награды
- Герой Социалистического Труда — указом Президиума Верховного Совета СССР от 12 марта 1981 года;
- Орден Ленина (1971[2], 1981).
- Орден Трудового Красного Знамени (1974[2]).